# Бгарата (імператор)
Бга́рата, або Бгарат (санскр. भरत, Bharata) — легендарний магараджа індуїстської міфології. За легендами, він був першим імператором Індії, об'єднавши її у єдину державу, після того названу на його честь Бгаратаварша (Bhāratavarṣa IAST), більше того, згідно з Пуранами, ця назва поширювалася на всю Землю. Згідно з Магабгаратою, царство Бгарати вкривало всю Південну Азію та простягалася до Ірану і Кирґизстану.
Бгарата у санскриті означає «виплеканий». У дитинстві, цар був відомий під ім'ям «Сарвадамана» (санскр. सर्वदमनः, Sarvadamanaḥ), тобто «приборкувач усіх». Мешканці ашраму ріші Канва прозвали його так, бо навіть у шість років, Бгарата міг ловити та вгамовувати диких тварин.
Сучасна Індійська Республіка і зараз, поряд із англійською назвою, офіційно на гінді називається Бгаратою (Bhārat  або Bhārata, санскр. भारत — «нащадок Бгарати» або «той, що походить від Бгарати») за ім'ям Бгарати.